# Wiskacza górska
Wiskacza górska (Lagidium viscacia) – gatunek ssaka z rodziny szynszylowatych występujący w Ameryce Południowej, w Peru, Boliwii, Chile i Argentynie.

## Biotop
Żyją na skalistych terenach pokrytych rzadką roślinnością.

## Wygląd
Masa ciała ok. 3 kg. Zwierzę podobne do królika, o miękkim, żółtym lub szarym futrze. Koniec ogona czarny. Długie uszy zakończone kępkami białej sierści.

## Tryb życia
Dzienny tryb życia, najbardziej aktywny o wschodzie i zachodzie słońca. Roślinożerny, zjada każdą roślinność, jaką uda mu się znaleźć.

## Rozmnażanie
Okres godowy trwa od października do grudnia. Po 120-140 dniach ciąży samica rodzi jedno młode. Matka karmi młode mlekiem przez 8 tygodni, chociaż już od pierwszego dnia życia może ono jeść pokarm stały.

## Zagrożenie
Gatunek nie jest bezpośrednio zagrożony wyginięciem, ale liczba osobników spada, ponieważ ludzie polują na niego dla mięsa i skóry.